# Blood & Treasure
Krew i skarb (tytuł ang. Blood & Treasure) – amerykański serial telewizyjny (dramat akcji, przygodowy) wyprodukowany przez Propagate,Lake June Productions oraz CBS Studios, którego twórcami są Matthew Federman i Stephen Scaia. Serial jest emitowany od 21 maja 2019 roku przez CBS.
Fabuła serialu opowiada o Dannym McNamara, który jest ekspertem od antyków, i współpracuje z Lexi Vaziri, złodziejką. Obydwoje szukają terrorysty, który wykonuje swoje ataki za pieniądze ze skradzionych dzieł.

## Obsada

### Główna
- Matt Barr jako Danny McNamara[2]
- Sofia Pernas jako Lexi Vaziri[3]
- James Callis jako Simon Hardwick[4]
- Katia Winter jako Gwen Karlsson[4]
- Michael James Shaw jako Aiden Shaw (né Dwayne Coleman)
- Oded Fehr jako Karim Farouk
- Alicia Coppola jako dr Ana Castillo[5]
- Mark Gagliardi jako Chuck Donnelly

### Role drugoplanowe
- John Larroquette jako Jacob „Jay” Reece
- Antonio Cupo jako kapitan Bruno Fabi
- Tony Nash jako Omar
- Anna Silk jako Roarke[6]

## Odcinki
| Sezon | Odcinki | Oryginalna emisja w CBS | Oryginalna emisja w CBS |
| Sezon | Odcinki | Premiera sezonu         | Finał sezonu            |
| ----- | ------- | ----------------------- | ----------------------- |
| 1     | 12      | 21 maja 2019            | 6 sierpnia 2019         |

### Sezon 1 (2019)
| Nr | #  | Tytuł                             | Reżyseria        | Scenariusz                                           | Premiera w CBS  |
| -- | -- | --------------------------------- | ---------------- | ---------------------------------------------------- | --------------- |
| 1  | 1  | The Curse of Cleopatra: Part I    | Michael Dinner   | Matthew Federman, Stephen Scaia                      | 21 maja 2019    |
| 2  | 2  | The Curse of Cleopatra: Part II   | Alrick Riley     | Matthew Federman, Stephen Scaia                      | 21 maja 2019    |
| 3  | 3  | Code of the Hawaladar             | Alrick Riley     | Taylor Elmore                                        | 28 maja 2019    |
| 4  | 4  | The Secret of Macho Grande        | Tawnia McKiernan | Lara Olsen                                           | 4 czerwca 2019  |
| 5  | 5  | The Brotherhood of Serapis        | Tawnia McKiernan | Javier Grillo-Marxuach                               | 11 czerwca 2019 |
| 6  | 6  | The Ghost Train of Sierra Perdida | Craig Siebels    | Gaia Violo                                           | 18 czerwca 2019 |
| 7  | 7  | Escape from Casablanca            | Craig Siebels    | Siavash Farahani, Dana Farahani                      | 25 czerwca 2019 |
| 8  | 8  | The Lunchbox of Destiny           | Holly Dale       | Kevin Chesley, Bryan Shukoff                         | 2 lipca 2019    |
| 9  | 9  | The Shadow of Project Athen       | Holly Dale       | Nazrin Choudhury                                     | 9 lipca 2019    |
| 10 | 10 | The Wages of Vengeance            | Guy Norman Bee   | Kevin Chesley, Bryan Shukoff, Javier Grillo-Marxuach | 16 lipca 2019   |
| 11 | 11 | The Return of the Queen           | Guy Norman Bee   | Dana Farahani, Siavash Farahani                      | 23 lipca 2019   |
| 12 | 12 | Legacy of the Father              | Steve Boyum      | Matthew Federman, Stephen Scaia, David Jurmain       | 23 lipca 2019   |
| 13 | 13 | The Revenge of Farouk             | Steve Boyum      | Matthew Federman, Stephen Scaia                      | 6 sierpnia 2019 |

## Produkcja
2 grudnia 2017 roku stacja CBS zamówiła serial na sezon telewizyjny 2018/2019.
W marcu 2018 roku poinformowano, że Katia Winter, Michael James Shaw i James Callis dołączyli do obsady serialu. W maju 2018 roku ogłoszono, że Sofia Pernas otrzymała rolę jako Lexi Vaziri. W kolejnym miesiącu poinformowano, że jedną z głównych ról zagra Matt Barr. Pod koniec lipca 2018 roku ogłoszono, że Alicia Coppola otrzymała rolę dr Ana Castillo. W kolejnym miesiącu obsada powiększyła się o Anne Silk.
26 czerwca 2019 roku stacja CBS przedłużyła serial o drugi sezon.